# Bistum Whithorn
Das Bistum Whithorn (lat.: Dioecesis Candidae Casae) war eine im heutigen Vereinigten Königreich gelegene römisch-katholische Diözese mit Sitz in Whithorn. 

## Geschichte
Das Bistum Whithorn wurde in der ersten Hälfte des 5. Jahrhunderts errichtet. Erster Bischof war Ninian. Um das Jahr 600 wurde das Bistum Whithorn aufgelöst. 
Im Jahre 1128 wurde das Bistum Whithorn erneut errichtet. Bis 1355 war das Bistum Whithorn dem Erzbistum York als Suffraganbistum unterstellt. Im Jahre 1472 wurde das Bistum Whithorn dem Erzbistum Saint Andrews und Edinburgh als Suffraganbistum unterstellt.
Seit 1492 war das Bistum Whithorn dem Erzbistum Glasgow als Suffraganbistum unterstellt.
Der letzte römisch-katholische Bischof, Andrew Durie, starb im Jahre 1558.